# Esdras Cristóbal
Esdras Cristóbal es un dibujante de cómic español (Igualada, 11 de abril de 1979), que trabaja sobre todo para el mercado francés.

## Biografía
Esdras descubrió el cómic a través de clásicos como Mortadelo y Filemón o Tintín.
Estudió Ingeniería, y compagina esta profesión con la serie Harry Cover, que realiza para la editorial francesa Delcourt.

## Obra
| Años       | Título                                                | Guionista   | Colorista       | Tipo       | Publicación           |
| ---------- | ----------------------------------------------------- | ----------- | --------------- | ---------- | --------------------- |
| 01/2006    | 10th Muse vol2#10 The god wars                        |             |                 |            | Alias Enterprises     |
| 10/2007    | Odyssey presents: Venus                               |             |                 |            | Bluewater Productions |
| 02/11/2007 | Harry Cover: Tome 2 "Les mangeurs d´anglais"          | Pierre Veys | Sylvie Sabateur | Monografía | Delcourt              |
| 12/2008    | Harry Cover: Tome 3 "Il faut sauver le sorcier Cover" |             |                 | Monografía | Delcourt              |
| 04/2009    | Dr.Doom and the masters of evil #3                    |             |                 |            | Marvel Comics         |
| 03/2010    | Marvel adventures superheroes#21                      |             |                 |            | Marvel Comics         |
| 05/2010    | Harry Cover: Tome 4 "Les monstres du labyrinthe"      |             |                 |            | Delcourt              |
| 07/2011    | Bloodlight: Tome 1 "Frustration"                      |             |                 |            | Kantik Editions       |